# Akpo Sodje
Idoro Akpoeyere Ujoma "Akpo" Sodje (født 31. januar 1980) er en engelsk tidligere fodboldspiller af nigerianske ophav. En omstrejfende angriber, men normalt er han en øjeblikkeligt genkendelig figur på banen på grund af hans originale og mest af alt farverige – frisurer.

Hos Queens Park Rangers i 2001, var han lånt ud til Stevenage Borough, før han begyndte en karriere i non-league fodbold med Margate i 2001. Han skiftede til Heybridge Swifts via Gravesend & Northfleet det følgende år, før han kom Erith & Belvedere i 2003. Han vendte tilbage til Football League med Huddersfield Town i 2004, før han kom til Darlington året efter, efter en vellykket lejekontrakt. Han tilbragte 2006-07-sæsonen med Port Vale, før han blev en Sheffield Wednesday-spiller. Han fandt, succes og popularitet i begge klubber, før han tiltrådte i Charlton Athletic i 2010, efter to lejeaftaler. Han skiftede til skotsk fodbold og Hibernian i 2011, inden han forlod dem i januar 2012. To måneder senere emigrerede han til Kina for at indgå en aftale med Tianjin Teda, og dermed blive den første engelske fodboldspiller i den Kinesiske Super League. Han vendte tilbage til England i August 2012, hvor han sluttede sig til Preston North End for en kort periode. Han sluttede sig til Scunthorpe United på en kort aftale i januar 2013, før han skrev under med Tranmere Rovers i juli 2013. Han var lånt ud til Macclesfield Town i februar 2014.

## Familiære sportslige forbindelser
Han er født i Greenwich, London, men hans familie stammer fra Warri, i Delta Staten i Nigeria. Sodje har fire brødre, der også spiller fodbold, og tre af dem professionelt og en semi-professionelt. Sam og Efe har repræsenteret Nigeria på internationalt niveau. Steve, har aldrig spillet en Football League kamp. En anden bror, Lyse, spillede tidligere rugby league og rugby union. Hans fætter Onome Sodje, har også spillet professionelt i England.

Akpo er den yngste af de ti Sodje børn:
| Citat | "Jeg er meget stolt af at komme fra Sodje-familien, som er en meget stor familie. Jeg ønsker at takke vores far og mor for de opofrelser de har lavet de vi voksede op. Vi er meget tætte, Bright, Sam, Efe, og resten af os. Jeg er nummer ti blandt børnene, og de har alle behandlet mig som deres kæledyr, fordi jeg er den yngste i familien." | Citat |
|       | |       |

## Spille karriere

### Tidlig karriere
| Citat                                    | "Da jeg spillede i Warri, startede jeg som forsvarsspiller. Træneren jeg spillede under sagde at jeg var hurtig og høj, og på grund af disse kvaliteter han så i mig, ændrede han mig til angriber... jeg startede med at spille i England da jeg var blot syv år gammel; og mens jeg voksede op, startede jeg fra de lavere rækker." | Citat |
| Sodje der forklare sin tidlige karriere. | |       |

Han blev hentet til Første Division-klubben Queens Park Rangers, men fik aldrig sin debut. I stedet blev han lejet ud til Conference National-holdet Stevenage Borough i marts 2001. Han scorede i sin første kamp for klubben, i en 2-1-sejr mod Morecambe den 31. marts, hvor han erstattede Darran Hay efter 36 minutter.
Han var stadig med Stevenage i starten af 2001-02-sæsonen, hvor han fik rødt kort mod Doncaster Rovers den 27. august. Han forlod Broadhall Way, den næste måned for at tage til Margate, hvor han fik 16 kampe, før sæsonen sluttede, og scorede mål mod Yeovil Town, Woking og Hayes.

## Personlige liv
To af hans brødre, Sam og Efe, blev stillet for retten i Storbritannien i september 2017 for hvidvaskning af penge efter angiveligt at være blevet involveret i at kanalisere indtægterne fra svindel, som var målrettet virksomheder i Colombia, Indien, Italien og Abu Dhabi; Sodje selv blev også påstået at have taget del i forbrydelsen, men afviste at vende tilbage til England fra sit hjem i Dubai for at blive afhørt af politiet.

## Æresbevisninger
- Port Vale F. C. Player of the Year: 2007
- Sheffield Wednesday Striker of the Year: 2008